# André Sá
André Rezende Sá (Belo Horizonte, 6 mei 1977) is een voormalig tennisser uit Brazilië. Hij is het succesvolst in het dubbelspel en heeft hierin 29 ATP-finales gespeeld. Hij won elf finales, waarvan vijf met dubbelpartner Marcelo Melo.

## Palmares
| Legenda                       | Legenda               |
| ----------------------------- | --------------------- |
| Grand Slam                    |                       |
| Olympische Spelen             |                       |
| tot 2009                      | vanaf 2009            |
| Tennis Masters Cup            | ATP Finals            |
| ATP Masters Series            | ATP Tour Masters 1000 |
| ATP International Series Gold | ATP Tour 500          |
| ATP International Series      | ATP Tour 250          |

### Dubbelspel
| Nr.                                      | Datum             | Toernooi            | Ondergrond    | Partner                | Tegenstanders in finale                   | Score                |         |
| ---------------------------------------- | ----------------- | ------------------- | ------------- | ---------------------- | ----------------------------------------- | -------------------- | ------- |
| gewonnen finales herendubbel             |                   |                     |               |                        |                                           |                      |         |
| 1.                                       | 24 september 2001 | ATP Hongkong        | hardcourt     | Karsten Braasch        | Petr Luxa Radek Štěpánek                  | 6-0, 7-5             | details |
| 2.                                       | 29 april 2007     | ATP Estoril         | gravel        | Marcelo Melo           | Martín García Sebastián Prieto            | 3-6, 6-2, [10-6]     | details |
| 3.                                       | 11 februari 2008  | ATP Costa do Sauípe | gravel        | Marcelo Melo           | Albert Montañés Santiago Ventura          | 4-6, 6-2, [10-7]     | details |
| 4.                                       | 18 mei 2008       | ATP Pörtschach      | gravel        | Marcelo Melo           | Julian Knowle Jürgen Melzer               | 7-5, 6-7, [13-11]    | details |
| 5.                                       | 17 augustus 2008  | ATP New Haven       | hardcourt     | Marcelo Melo           | Mahesh Bhupathi Mark Knowles              | 7-5, 6-2             | details |
| 6.                                       | 23 mei 2009       | ATP Kitzbühel       | gravel        | Marcelo Melo           | Andrei Pavel Horia Tecău                  | 6-7, 6-2, [10-7]     | details |
| 7.                                       | 25 september 2011 | ATP Metz            | hardcourt (i) | Jamie Murray           | Lukáš Dlouhý Marcelo Melo                 | 6-4, 7-6(7)          | details |
| 8.                                       | 1 maart 2015      | ATP Buenos Aires    | gravel        | Jarkko Nieminen        | Pablo Andújar Oliver Marach               | 4–6, 6-4, [10-7]     | details |
| 9.                                       | 28 juni 2015      | ATP Nottingham      | gras          | Chris Guccione         | Pablo Cuevas David Marrero                | 6-2, 7-5             | details |
| 10.                                      | 26 juli 2015      | ATP Umag            | gravel        | Máximo González        | Mariusz Fyrstenberg Santiago González     | 4-6, 6-3, [10-5]     | details |
| 11.                                      | 5 maart 2017      | ATP São Paulo       | gravel (i)    | Rogério Dutra da Silva | Marcus Daniell Marcelo Demoliner          | 7-6(5), 5-7, [10-7]  | details |
| verloren finales herendubbel             |                   |                     |               |                        |                                           |                      |         |
| 1.                                       | 9 februari 1998   | ATP San José        | hardcourt     | Nelson Aerts           | Todd Woodbridge Mark Woodforde            | 1-6, 5-7             | details |
| 2.                                       | 28 januari 2001   | ATP Bogota          | gravel        | Martín Rodríguez       | Mariano Hood Sebastián Prieto             | 2-6, 4-6             | details |
| 3.                                       | 9 juli 2001       | ATP Newport         | gras          | Glenn Weiner           | Bob Bryan Mike Bryan                      | 3-6, 5-7             | details |
| 4.                                       | 15 juli 2002      | ATP Amersfoort      | gravel        | Alexandre Simoni       | Jeff Coetzee Chris Haggard                | 6-7, 3-6             | details |
| 5.                                       | 9 september 2002  | ATP Costa do Sauípe | gravel        | Gustavo Kuerten        | Scott Humphries Mark Merklein             | 3-6, 6-7             | details |
| 6.                                       | 14 juli 2003      | ATP Amersfoort      | gravel        | Chris Haggard          | Devin Bowen Ashley Fisher                 | 0-6, 4-6             | details |
| 7.                                       | 9 juni 2008       | ATP Londen          | gras          | Marcelo Melo           | Daniel Nestor Nenad Zimonjić              | 4-6, 6-7             | details |
| 8.                                       | 1 maart 2009      | ATP Delray Beach    | hardcourt     | Marcelo Melo           | Bob Bryan Mike Bryan                      | 4-6, 4-6             | details |
| 9.                                       | 14 juni 2009      | ATP Londen          | gras          | Marcelo Melo           | Wesley Moodie Michail Joezjny             | 4-6, 6-4, [6-10]     | details |
| 10.                                      | 20 februari 2011  | ATP Buenos Aires    | gravel        | Franco Ferreiro        | Oliver Marach Leonardo Mayer              | 6-7(3), 3-6          | details |
| 11.                                      | 6 augustus 2011   | ATP Kitzbühel       | gravel        | Marcelo Melo           | Daniele Bracciali Santiago González       | 6-7(1), 6-4, [9-11]  | details |
| 12.                                      | 19 februari 2012  | ATP São Paulo       | gravel (i)    | Michal Mertiňák        | Eric Butorac Bruno Soares                 | 6-3, 4-6, [8-10]     | details |
| 13.                                      | 26 februari 2012  | ATP Buenos Aires    | gravel        | Michal Mertiňák        | David Marrero Fernando Verdasco           | 4–6, 4–6             | details |
| 14.                                      | 4 maart 2012      | ATP Delray Beach    | hardcourt     | Michal Mertiňák        | Colin Fleming Ross Hutchins               | 6–2, 6–7(5), [13–15] | details |
| 15.                                      | 15 juli 2012      | ATP Stuttgart       | gravel        | Michal Mertiňák        | Jérémy Chardy Łukasz Kubot                | 1-6, 3-6             | details |
| 16.                                      | 4 oktober 2015    | ATP Shenzhen        | hardcourt     | Chris Guccione         | Jonathan Erlich Colin Fleming             | 1-6, 7-6(3), [6-10]  | details |
| 17.                                      | 24 april 2016     | ATP Boekarest       | gravel        | Chris Guccione         | Florin Mergea Horia Tecău                 | 5-7, 4-6             | details |
| 18.                                      | 30 juni 2017      | ATP Eastbourne      | gras          | Rohan Bopanna          | Bob Bryan Mike Bryan                      | 6-7(1), 4-6          | details |
| gewonnen finales challengers herendubbel |                   |                     |               |                        |                                           |                      |         |
| 1.                                       | 2 maart 1997      | Salinas             | hardcourt     | Fernando Meligeni      | Donald Johnson Francisco Montana          | 6-3, 3-6, 6-3        |         |
| 2.                                       | 17 augustus 1997  | Bronx               | hardcourt     | Nelson Aerts           | Michael Sell Myles Wakefield              | 4-6, 7-5, 6-1        |         |
| 3.                                       | 7 september 1997  | Guadalajara         | gravel        | Nelson Aerts           | Alejandro González Oscar Ortiz            | 3-6, 6-2, 6-4        |         |
| 4.                                       | 23 november 1997  | Guadalajara         | gravel        | Nelson Aerts           | Bobby Kokavec Marco Osorio                | 7-6, 6-3             |         |
| 5.                                       | 20 september 1998 | Florianopolis       | gravel        | Jaime Oncins           | Marcelo Filippini Gonzalo Rodriguez       | 6-0, 6-1             |         |
| 6.                                       | 6 augustus 2000   | Gramado             | hardcourt     | Eric Taino             | Daniel Melo Alexandre Simoni              | 7-6(7), 7-6(3)       |         |
| 7.                                       | 7 januari 2001    | São Paulo           | hardcourt     | Noam Okun              | Cedric Kauffmann Flavio Saretta           | 6-4, 1-6, 6-4        |         |
| 8.                                       | 8 juli 2001       | Campos do Jordão    | hardcourt     | Alejandro Gonzalez     | Ricardo Mello Ricardo Schlachter          | 6-7(6), 7-6(5), 7-5  |         |
| 9.                                       | 4 november 2001   | Santiago            | gravel        | Alexandre Simoni       | Daniel Melo Dusan Vemic                   | 3-6, 6-3, 7-6(3)     |         |
| 10.                                      | 9 juni 2002       | Surbiton            | gras          | Jim Thomas             | David Adams Joshua Eagle                  | 7-5, 2-6, 6-3        |         |
| 11.                                      | 26 oktober 2003   | Torrance            | hardcourt     | Ramón Delgado          | Diego Ayala Robert Kendrick               | 6-3, 6-4             |         |
| 12.                                      | 11 januari 2004   | São Paulo           | hardcourt     | Ramón Delgado          | Franco Ferreiro Marcelo Melo              | 7-5, 7-6(5)          |         |
| 13.                                      | 18 juli 2004      | São Paulo           | hardcourt     | Alejandro Gonzalez     | Henrique Mello Ricardo Mello              | 6-4, 6-4             |         |
| 14.                                      | 10 oktober 2004   | Austin              | hardcourt     | Bruno Soares           | Robert Kendrick Brian Vahaly              | 6-3, 6-1             |         |
| 15.                                      | 17 oktober 2004   | Tiburon             | hardcourt     | Bruno Soares           | Brandon Coupe Robert Kendrick             | 6-2, 6-3             |         |
| 16.                                      | 9 januari 2005    | São Paulo           | hardcourt     | Bruno Soares           | Tomas Behrend Marcos Daniel               | 6-2, 6-2             |         |
| 17.                                      | 30 januari 2005   | Waikoloa            | hardcourt     | Eric Taino             | Sanchai Ratiwatana Sonchat Ratiwatana     | 7-6(2), 3-6, 7-6(2)  |         |
| 18.                                      | 6 november 2005   | Boston              | hardcourt     | Ramón Delgado          | Harsh Mankad Jeremy Wurtzman              | 6-3, 6-2             |         |
| 19.                                      | 7 mei 2006        | Atlanta             | gravel        | Hugo Armando           | Harel Levy Dudi Sela                      | 6-4, 6-4             |         |
| 20.                                      | 30 juli 2006      | Campos do Jordão    | hardcourt     | Marcelo Melo           | Jacob Adaktusson Leonardo Mayer           | 7-6(1), 7-5          |         |
| 21.                                      | 6 augustus 2006   | Belo Horizonte      | hardcourt     | Marcelo Melo           | Jean-Julien Rojer Marcio Torres           | 6-1, 6-4             |         |
| 22.                                      | 22 oktober 2006   | Bogota              | hardcourt     | Marcelo Melo           | Eric Nunez Jean-Julien Rojer              | 6-4, 7-6(5)          |         |
| 23.                                      | 22 april 2007     | Bermuda             | gravel        | Marcelo Melo           | Benedikt Dorsch Serhij Stachovsky         | 6-2, 6-4             |         |
| 24.                                      | 18 april 2010     | Blumenau            | gravel        | Franco Ferreiro        | Andre Ghem Simone Vagnozzi                | 6-4, 6-3             |         |
| 25.                                      | 15 augustus 2010  | Brasilia            | hardcourt     | Franco Ferreiro        | Ricardo Mello Ciao Zampieri               | 7-6(5), 6-3          |         |
| 26.                                      | 22 augustus 2010  | Salvador            | hardcourt     | Franco Ferreiro        | Uladzimir Ignatik Martin Kližan           | 6-2, 6-4             |         |
| 27.                                      | 26 september 2010 | Bogota              | gravel        | Franco Ferreiro        | Gero Kretschmer Alexander Satschko        | 7-6(6), 6-4          |         |
| 28.                                      | 31 oktober 2010   | São Paulo           | gravel        | Franco Ferreiro        | Rui Machado Daniel Muñoz de la Nava       | 3-6, 7-6(2), [10-8]  |         |
| 29.                                      | 9 november 2011   | São Paulo           | hardcourt     | Franco Ferreiro        | Santiago González Horacio Zeballos        | 7-5, 7-6(12)         |         |
| 30.                                      | 17 april 2011     | Blumenau            | gravel        | Franco Ferreiro        | Adrián Menéndez Maceiras Leonardo Tavares | 6-2, 3-6, [10-4]     |         |
| 31.                                      | 24 april 2011     | Santos              | gravel        | Franco Ferreiro        | Gerald Melzer Jose Pereira                | 6-3, 6-3             |         |
| 32.                                      | 11 augustus 2013  | Rio de Janeiro      | gravel        | Thiemo de Bakker       | Marcelo Demoliner João Souza              | 6-3, 6-3             |         |
| 33.                                      | 28 september 2014 | Orléans             | hardcourt (i) | Thomaz Bellucci        | James Cerretani Andreas Siljeström        | 5-7, 6-4, [10-8]     |         |
| 34.                                      | 7 juni 2015       | Manchester          | gras          | Chris Guccione         | Raven Klaasen Rajeev Ram                  | walk-over            |         |

## Resultaten grandslamtoernooien
| Legenda | Legenda                          |
| ------- | -------------------------------- |
| g.t.    | geen toernooi gehouden           |
| l.c.    | lagere categorie                 |
| –       | niet deelgenomen                 |
| G       | uitgeschakeld in de groepsfase   |
| 1R      | uitgeschakeld in de eerste ronde |
| 2R      | uitgeschakeld in de tweede ronde |
| 3R      | uitgeschakeld in de derde ronde  |
| 4R      | uitgeschakeld in de vierde ronde |
| KF      | uitgeschakeld in de kwartfinale  |
| HF      | uitgeschakeld in de halve finale |
| F       | de finale verloren               |
| W       | het toernooi gewonnen            |
| w-v     | winst/verlies-balans             |

### Enkelspel
| Toernooi        | 1998 | 1999 | 2000 | 2001 | 2002 | 2003 | 2004 |
| --------------- | ---- | ---- | ---- | ---- | ---- | ---- | ---- |
| Australian Open | –    | –    | –    | 2R   | 1R   | 1R   | –    |
| Roland Garros   | –    | –    | 1R   | –    | 1R   | 1R   | –    |
| Wimbledon       | 1R   | 2R   | 1R   | 1R   | KF   | 2R   | 1R   |
| US Open         | –    | –    | 2R   | 2R   | 1R   | –    | –    |

### Mannendubbelspel
| Grandslamtoernooien   |               |               |               |      |               |               |               |      |               |               |               |       |               |               |               |       |               |               |               |       |         |
| Australian Open       | –             | 1R            | 1R            | –    | –             | 1R            | 1R            | KF   | 1R            | –             | –             | 1R    | 2R            | 1R            | 1R            | 2R    | 2R            | 1R            | 1R            | 1R    | 6-15    |
| Roland Garros         | –             | 1R            | –             | –    | –             | 3R            | 1R            | 1R   | 1R            | –             | 2R            | 2R    | 1R            | 3R            | 1R            | 1R    | 3R            | 3R            | 3R            | 3R    | 14-15   |
| Wimbledon             | –             | 1R            | –             | –    | –             | 1R            | 3R            | 2R   | 1R            | 3R            | HF            | 3R    | 2R            | 1R            | 1R            | 2R    | 1R            | 3R            | 1R            | 1R    | 15-15   |
| US Open               | 1R            | 1R            | 1R            | –    | 1R            | 1R            | 1R            | 1R   | –             | –             | KF            | 3R    | 2R            | 1R            | 1R            | 1R    | 2R            | 2R            | 1R            |       | 8-16    |
| winst-verlies         | 0-1           | 0-4           | 0-2           | 0-0  | 0-1           | 2-4           | 2-4           | 4-4  | 0-3           | 2-1           | 8-3           | 5-4   | 3-4           | 2-4           | 0-4           | 2-4   | 4-4           | 5-4           | 2-4           | 2-3   | 43-62   |
| Tennis Masters Cup    |               |               |               |      |               |               |               |      |               |               |               |       |               |               |               |       |               |               |               |       |         |
| ATP World Tour Finals | –             | –             | –             | –    | –             | –             | –             | –    | –             | –             | –             | –     | –             | –             | –             | –     | –             | –             | –             |       | 16-14   |
| ATP Masters 1000      |               |               |               |      |               |               |               |      |               |               |               |       |               |               |               |       |               |               |               |       |         |
| Indian Wells          | –             | –             | –             | –    | –             | –             | –             | –    | –             | –             | –             | 1R    | 2R            | –             | –             | –     | –             | –             | –             | –     | 1-2     |
| Miami                 | –             | 1R            | –             | –    | –             | 2R            | –             | 1R   | –             | –             | –             | 2R    | 1R            | –             | –             | –     | –             | –             | –             | 1R    | 2-6     |
| Monte Carlo           | –             | –             | –             | –    | –             | –             | –             | –    | –             | –             | –             | 2R    | 1R            | –             | –             | –     | –             | –             | –             | –     | 1-2     |
| Hamburg               | –             | –             | –             | –    | –             | –             | –             | –    | –             | –             | –             | 2R    | l.c.          | l.c.          | l.c.          | l.c.  | l.c.          | l.c.          | l.c.          | l.c.  | 1-1     |
| Madrid                | l.c.          | l.c.          | l.c.          | l.c. | l.c.          | 1R            | –             | –    | –             | –             | 2R            | 2R    | 2R            | –             | –             | –     | –             | –             | –             | –     | 1-5     |
| Rome                  | –             | –             | –             | –    | –             | –             | –             | –    | –             | –             | –             | 1R    | 2R            | –             | –             | –     | –             | –             | –             | –     | 1-2     |
| Montréal/Toronto      | –             | –             | –             | –    | –             | –             | –             | –    | –             | –             | –             | 1R    | –             | –             | –             | –     | –             | –             | –             |       | 0-1     |
| Cincinnati            | –             | –             | –             | –    | –             | –             | –             | –    | –             | –             | –             | 1R    | 1R            | –             | –             | –     | –             | –             | –             |       | 0-2     |
| Stuttgart             | –             | –             | –             | –    | –             | l.c.          | l.c.          | l.c. | l.c.          | l.c.          | l.c.          | l.c.  | l.c.          | l.c.          | l.c.          | l.c.  | l.c.          | l.c.          | l.c.          | l.c.  | 0-0     |
| Shanghai              | l.c.          | l.c.          | l.c.          | l.c. | l.c.          | l.c.          | l.c.          | l.c. | l.c.          | l.c.          | l.c.          | l.c.  | –             | –             | –             | –     | –             | –             | –             |       | 0-0     |
| Parijs                | –             | –             | –             | –    | –             | –             | –             | –    | –             | –             | KF            | KF    | –             | –             | –             | –     | –             | –             | –             |       | 4-2     |
| Olympische Spelen     |               |               |               |      |               |               |               |      |               |               |               |       |               |               |               |       |               |               |               |       |         |
| Olympische Spelen     | geen toernooi | geen toernooi | geen toernooi | –    | geen toernooi | geen toernooi | geen toernooi | 2R   | geen toernooi | geen toernooi | geen toernooi | 2R    | geen toernooi | geen toernooi | geen toernooi | 1R    | geen toernooi | geen toernooi | geen toernooi |       | 2-3     |
| Statistieken          |               |               |               |      |               |               |               |      |               |               |               |       |               |               |               |       |               |               |               |       |         |
| titels per jaar       | 0             | 0             | 0             | 0    | 1             | 0             | 0             | 0    | 0             | 0             | 1             | 3     | 1             | 0             | 1             | 0     | 0             | 0             | 3             | 0     | 10      |
| totaal winst-verlies  | 0-4           | 3-11          | 3-6           | 2-2  | 15-10         | 16-18         | 15-17         | 7-10 | 3-4           | 6-3           | 20-18         | 36-23 | 25-26         | 8-14          | 20-19         | 23-21 | 16-18         | 10-18         | 28-20         | 11-15 | 267-277 |
| eindejaarsranking     | 125           | 129           | 192           | 239  | 75            | 69            | 72            | 76   | 170           | 69            | 28            | 20    | 44            | 71            | 55            | 57    | 65            | 73            | 42            |       |         |